# Stazione di Calangianus (SFSS)
La stazione di Calangianus delle Strade Ferrate Secondarie della Sardegna era una stazione ferroviaria al servizio del comune di Calangianus, posta lungo la dismessa ferrovia Monti-Tempio.

## Storia
Le origini della stazione si ricollegano alla fase di realizzazione della rete ferroviaria pubblica a scartamento ridotto della Sardegna, che a fine Ottocento portò alla costruzione da parte della Strade Ferrate Secondarie della Sardegna di una serie di linee ferroviarie, tra le quali la Monti-Tempio, che avrebbe unito il Limbara con la stazione di Monti, posta lungo la Dorsale Sarda delle Ferrovie Reali. Il percorso della nuova ferrovia avrebbe lambito l'abitato di Calangianus, per il quale fu quindi approntata una stazione.
Realizzata negli anni ottanta del XIX secolo, la stazione di Calangianus fu inaugurata insieme alla ferrovia il 15 febbraio 1888. L'impianto, particolarmente attivo per il trasporto delle produzioni legate alla raccolta del sughero nel territorio, passò successivamente alle Ferrovie Complementari della Sardegna nel 1921, e da queste alle Strade Ferrate Sarde nel 1941. Nel dopoguerra le sorti della stazione furono messe in dubbio dalla possibile chiusura della linea ferroviaria che la serviva, fatto che si concretizzò il 20 luglio 1958, data di cessazione del servizio sulla ferrovia, sostituito da autolinee, sebbene l'utenza poté utilizzare l'omonimo scalo sulla Sassari-Tempio-Palau per i collegamenti su rotaia con Tempio Pausania.
Disarmata e abbandonata, l'area della stazione fu trasformata in un piazzale di sosta alla fine degli anni settanta: nell'occasione fu inoltre demolito ciò che restava del fabbricato viaggiatori dell'impianto.

## Strutture e impianti
Dopo la chiusura del 1958, la stazione di Calangianus è stata completamente smantellata ed i suoi edifici demoliti.
Durante il periodo di attività lo scalo presentava configurazione di stazione passante, ed era dotato complessivamente di tre binari a scartamento da 950 mm: il secondo di essi costituiva il binario di corretto tracciato, da cui si diramava l'uno, passante: essi erano impiegati per il servizio viaggiatori. Il terzo binario era un tronchino che, diramandosi dal primo in direzione Monti, terminava nell'area dello scalo merci della stazione, composto anche da un piano caricatore e da un magazzino.
Secondo uno schema comune a molte stazioni realizzate dalle SFSS adiacente a quest'ultimo edificio era presente il fabbricato viaggiatori dell'impianto, della tipologia di seconda classe: si trattava di un edificio a due piani a pianta rettangolare, avente tre accessi sul lato binari, nel quale erano ospitati parte dei servizi all'utenza ed i locali della Direzione Movimento della stazione. In un'ulteriore costruzione erano situati i servizi igienici.

## Movimento
La stazione fu chiusa all'esercizio ferroviario il 20 luglio 1958, sino a quel momento era servita dai treni delle SFSS ed in seguito delle FCS e delle SFS che la collegavano principalmente con Tempio Pausania, Luras e con Monti.

## Servizi
Durante il periodo di attività ferroviaria nell'impianto erano presenti diversi servizi all'utenza, tra cui una biglietteria a sportello, una sala d'attesa e le ritirate.
- Biglietteria a sportello
- Sala d'attesa
- Servizi igienici